# Brytyjskie Wyspy Dziewicze na Letnich Igrzyskach Olimpijskich 2024
Brytyjskie Wyspy Dziewicze na Letnich Igrzyskach Olimpijskich 2024 – występ kadry sportowców reprezentujących Brytyjskie Wyspy Dziewicze na igrzyskach olimpijskich, które odbyły się w Paryżu we Francji, w dniach 26 lipca – 11 sierpnia 2024.
Reprezentacja Brytyjskich Wysp Dziewiczych liczyła czworo zawodników - kobietę i trzech mężczyzn, którzy wystąpili w 2 dyscyplinach.
Był to jedenasty start Brytyjskich Wysp Dziewiczych na letnich igrzyskach olimpijskich.

## Reprezentanci

### Lekkoatletyka
| Zawodnik          | Konkurencja                    | Runda 1  | Runda 1 | Runda 2  | Runda 2 | Półfinał | Półfinał | Finał    | Finał   | Pozycja | Źródło |
| Zawodnik          | Konkurencja                    | Rezultat | Pozycja | Rezultat | Pozycja | Rezultat | Pozycja  | Rezultat | Pozycja | Pozycja | Źródło |
| ----------------- | ------------------------------ | -------- | ------- | -------- | ------- | -------- | -------- | -------- | ------- | ------- | ------ |
| Rikkoi Brathwaite | bieg na 100 m (m)              | 10.13    | 24. Q   | —        | —       | 10.15    | 23.      | NQ       | NQ      | 23.     | [ 1 ]  |
| Adaejah Hodge     | bieg na 200 m (k)              | 23.00    | 22. R   | 22.94    | 4. Q    | 22.70    | 17.      | NQ       | NQ      | 17.     | [ 2 ]  |
| Kyron McMaster    | bieg na 400 m przez płotki (m) | 49.24    | 21. Q   | —        | —       | 48.15    | 5. Q     | 47.79    | 5.      | 5.      | [ 3 ]  |

### Żeglarstwo
| Zawodnik      | Konkurencja | Wyścig | Wyścig | Wyścig | Wyścig | Wyścig | Wyścig | Wyścig | Wyścig | Wyścig | Wyścig | Wyścig | Wyścig | Wyścig | Wyścig | Wyścig | Wyścig | Punkty | Finałowa pozycja | Źródło |
| Zawodnik      | Konkurencja | 1      | 2      | 3      | 4      | 5      | 6      | 7      | 8      | 9      | 10     | 11     | 12     | 13     | 14     | 15     | M*     | Punkty | Finałowa pozycja | Źródło |
| ------------- | ----------- | ------ | ------ | ------ | ------ | ------ | ------ | ------ | ------ | ------ | ------ | ------ | ------ | ------ | ------ | ------ | ------ | ------ | ---------------- | ------ |
| Thad Lettsome | ILCA 7      | 40     | 38     | 36     | 2      | 38     | 38     | 26     | 37     | —      | —      | —      | —      | —      | —      | —      | NQ     | 255    | 38.              | [ 4 ]  |